# Абляция (физика)

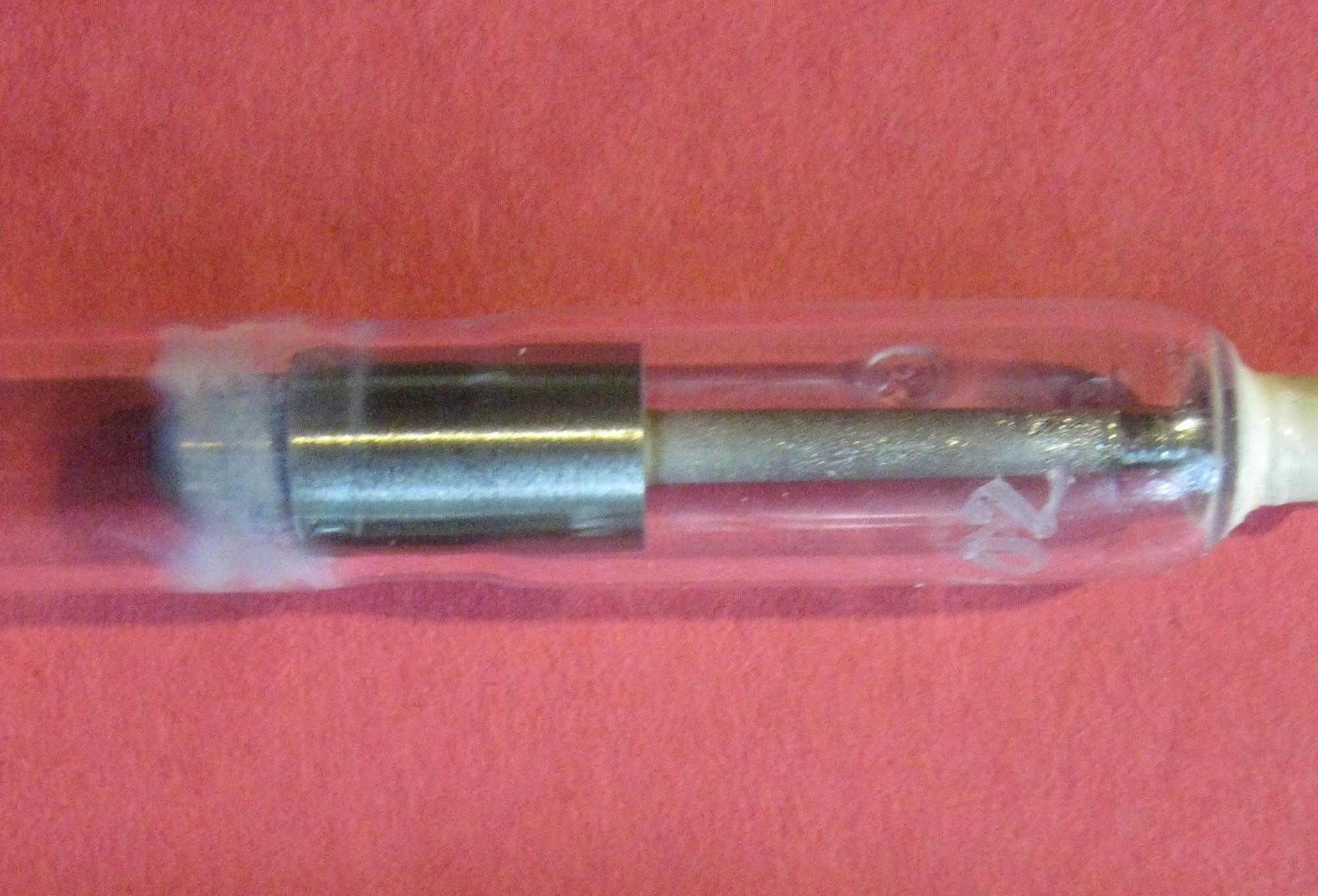
Абляция возле электрода в лампе-вспышке. Электрическая дуга высокой энергии медленно разъедает стекло, оставляя матовую поверхность.

Абляция (позднелат. ablatio — отнятие, устранение, от лат. aufero — уношу) — унос массы с поверхности твёрдого тела обтекающим эту поверхность потоком горячих газов или, в более общем смысле, удаление или разрушение материала объекта путем сублимации, плавления, эрозии. Примеры абляционных процессов включают унос материала космического корабля при движении в атмосфере, разрушение метеороидов при входе в атмосферу, абляцию льда и снега в гляциологии, разрушение биологических тканей в медицине и материалов пассивной противопожарной защиты.

## Электроабляция
Электроабляция — это процесс удаления материала с металлической заготовки для уменьшения шероховатости поверхности.
Электроабляция разрушает оксидные поверхности с высоким сопротивлением, такие как поверхности титана и других экзотических металлов и сплавов, без плавления нижележащего неокисленного металла или сплава. Это позволяет очень быстро обрабатывать поверхность
Этот процесс обеспечивает чистовую обработку поверхности широкого спектра как экзотических, так и широко используемых металлов и сплавов, включая: титан, нержавеющую сталь, ниобий, хром-кобальт, инконель, алюминий и ряд широко доступных сталей и сплавов.
Электроабляция очень эффективна для достижения качественной отделки поверхностей отверстий, впадин, а также скрытых или внутренних поверхностей металлических заготовок (деталей).
Этот процесс применим к деталям, произведенным в процессе аддитивного производства, таким как металлы, напечатанные на 3D-принтере. Эти компоненты, как правило, производятся с уровнем шероховатости значительно выше 5-20 микрон. Электроабляция может использоваться для быстрого уменьшения шероховатости поверхности до менее 0,8 микрон, что позволяет использовать постобработку для обработки поверхности в серийном производстве.

## Лазерная абляция
На лазерную абляцию сильно влияет природа материала и его способность поглощать энергию, поэтому длина волны абляционного лазера должна иметь минимальную глубину поглощения. Хотя такие лазеры могут иметь малую мощность, но они могут обеспечивать максимальную плотность мощности.

## Космический полет
В конструкции космических аппаратов абляция используется как для охлаждения, так и для защиты механических частей и / или полезных нагрузок, которые в противном случае были бы повреждены чрезвычайно высокими температурами. Два основные приложения — это тепловые экраны для космических аппаратов, входящих в атмосферу планеты из космоса, и охлаждение сопел ракетных двигателей. Примеры включают командный модуль Аполлона который защищал астронавтов от тепла при входе в атмосферу, и ракетный двигатель второй ступени Kestrel, предназначенный исключительно для использования в условиях космического вакуума, где охлаждение посредством конвекции невозможна.
В основном абляционный материал сконструирован таким образом, чтобы вместо передачи тепла структуре космического корабля только внешняя поверхность материала несла бы большую часть теплового эффекта. Внешняя поверхность обугливается и выгорает — но довольно медленно, только постепенно обнажая новый свежий защитный слой материала под ней. Тепло уносится от космического корабля газами, образующимися в процессе абляции, и никогда не проникает в поверхностный материал, поэтому металлические и другие чувствительные конструкции, которые они защищают, остаются при безопасной температуре. По мере того как поверхность материала сгорает и рассеивается в атмосфере, оставшийся твердый материал продолжает изолировать корабль от продолжающегося тепловыделения и перегретых газов. Толщина абляционного слоя рассчитана таким образом, чтобы нивелировать разогрев, с которым он столкнется при выполнении своей миссии.
Существует целая ветвь космических исследований, включающая поиск новых огнезащитных материалов для достижения наилучших абляционных характеристик; эта функция имеет решающее значение для защиты пассажиров и полезной нагрузки космического корабля от чрезмерной тепловой нагрузки. Та же самая технология используется в некоторых приложениях пассивной противопожарной защиты, в некоторых случаях одними и теми же поставщиками, которые предлагают разные версии таких огнезащитных средств, некоторые для аэрокосмической промышленности, а некоторые для защиты конструкций от огня.
Абляционный материал (керамики, армопластики, графит и др.) должен обладать высокой температурой плавления, высокой температурой сублимации и большой теплоёмкостью.